# Túpolev ANT-36
El Túpolev ANT-36 (o DB-1) (en ruso: Андрей Николаевич Туполев АНТ-36 / Дальний бомбардировщик ДБ-1) fue un bombardero bimotor soviético de largo alcance, diseñado y construido por la Oficina de Diseño Túpolev, bajo la dirección de Pável Sujói. Fue desarrollado a partir del avión Túpolev ANT-25, que batió varias plusmarcas de distancia. El desarrollo del avión se prolongó en el tiempo y, cuando finalmente entró en producción, ya estaba obsoleto, por lo que únicamente se construyeron dieciocho ejemplares, que fueron retirados del servicio en 1937.

## Diseño y desarrollo
A principios de la década de 1930 se estaban desarrollando bombarderos de largo alcance en Francia y Gran Bretaña, que se suponía que podían usarse para atacar objetivos muy por detrás de las líneas enemigas. Se suponía que estos bombarderos tenían una masa de vuelo mucho menor, podían llevar una carga de bombas menor y tenían un radio de acción varias veces mayor.
En la URSS se construyeron dos aviones similares: ANT-36 (DB-1) y ANT-37 (DB-2). Pero no fueron aceptados en servicio debido a su baja velocidad y su armamento ligero. En su lugar, se decidió adoptar bombarderos medios del tipo del Ilyushin DB-3.
Las posibilidades de intercambiar parte del combustible del ANT-25 por bombas y/o cámaras se tuvieron en cuenta desde el principio de su desarrollo, y la Fuerza Aérea Soviética (VVS) emitió un requisito para diseñar un avión capaz de transportar 1000 kg de bombas sobre un alcance operativo de 2000 km, a una velocidad de 200 km/h. La Oficina de Diseño de Túpolev había preparado un diseño y construido una maqueta en agosto de 1933, utilizando la designación interna ANT-36, y la VVS aprobó ambos. La producción en serie de un primer lote de 24 unidades, de un total planificado de 50, se inició en la nueva Fábrica N.º 18 en Vorónezh en 1934, pero solo se construyeron dieciocho aparatos antes de que se cancelara el programa.
El fuselaje, el motor y los compartimentos de la tripulación se conservaron del ANT-25 casi sin cambios, aunque las posiciones del copiloto y del navegador recibieron, cada una, una ametralladora ligera Degtiariov DP-27 de 7,62 mm para la defensa. El DB-1 (bombardero de largo alcance modelo 1), como fue designado en el servicio de la VVS, recibió un recubrimiento liso y se construyó una bodega de bombas interna en la sección central del ala que llevaba 10 bombas FAB-100 de 100 kg. Se montó una cámara AFA-14 en la cabina trasera, pero se podían llevar otras cámaras en lugar de las bombas.

## Historia operacional
El primer avión se probó en el otoño de 1935, pero la Fuerza Aérea Soviética se negó a aceptarlo, debido a la mala calidad de fabricación. La planta N.º  8 únicamente fabricó dieciocho aviones de este tipo, de los que se pusieron en funcionamiento 10 aparatos, que equiparon un regimiento con base cerca de la fábrica en Vorónezh. En 1937, todos los aviones DB-1 fueron retirados del servicio. Posteriormente, todos los aviones fabricados se utilizaron para una gran variedad de tareas.
En el verano de 1936 se instaló un motor diésel AN-1 en uno de los aviones de esta serie. El bombardero se distinguía de otros aviones de este tipo por su tren de aterrizaje fijo con carenados. Las pruebas, que se realizaron a partir de junio de 1936, demostraron un funcionamiento fiable del motor y un aumento significativo de su autonomía de vuelo.
El alcance de la aeronave con motor diésel aumentó en un 20-25 %, en comparación con los motores M-34R. En 1938, se decidió realizar un vuelo récord de largo alcance en el avión ANT-36 con un motor diésel, operado por una tripulación femenina, pero se abandonó esta idea por temor a consecuencias negativas, y el vuelo se realizó con un avión Ilyushin DB-3.

## Operadores
Unión Soviética
- Fuerza Aérea Soviética

## Especificaciones
Referencia datos: OKB Tupolev: A History of the Design Bureau and its Aircraft

### Características generales
- Tripulación: Tres
- Longitud: 13,4 m (44 ft)
- Envergadura: 34 m (111,5 ft)
- Superficie alar: 88,2 m² (949,4 ft²)
- Perfil alar: TsAGI-6 (20 %)[5]
- Peso cargado: 7806 kg (17 204,4 lb)
- Planta motriz: 1× motor lineal V-12 refrigerado por líquido Mikulin AM-34R.
  - Potencia: 610 kW (841 HP; 830 CV)

### Rendimiento
- Velocidad máxima operativa (Vno): 200 km/h (124 MPH; 108 kt)
- Alcance: 4000 km (2160 nmi; 2485 mi)
- Techo de vuelo: 3000 m (9843 ft)

### Armamento
- Ametralladoras: 

  - 4 × DA de 7,62 mm
- Bombas: 1000 kg (hasta 10 bombas FAB-100 de 100 kg)

## Aeronaves relacionadas

### Desarrollos relacionados
- Túpolev ANT-25

### Aeronaves similares
- Vickers Wellesley

### Secuencias de designación
- Secuencia ANT-_ (interna de Túpolev): ← ANT-29 - ANT-31 - ANT-35 - ANT-36 - ANT-37 - ANT-40 - ANT-41 →
- Secuencia DB-_ (Bombarderos de Largo Alcance soviéticos, 1923-1940): DB-1 - DB-2 - DB-3/F - DB-4 →